# Drugi udarac gonga
Drugi udarac gonga je priča Agathe Christie iz zbirke Svjedok optužbe.

## Radnja
Radnja ove priče događa se u velelebnom domu Lytcham Close prebogatog Huberta koji je bio toliki ekscentrik da se čak i večernji objed mogao navijati po njemu. Naime, on je morao početi točno u 20:15. Prvi udarac gonga koji je pozivao ukućane i goste na veceru oglašavao se u 20:05 kao posljednji poziv. Točno deset minuta poslije oglašavao se drugi gong i otvarala su se velika vrata trpezarije. Jedne večeri se sam Hubert nije pojavio. Njega je samo smrt mogla spriječiti da to uradi. Svi su zabrinuti što ga nema. Poslije samo nekoliko minuta još jedan gost stiže na večeru izvinjavajući se što kasni. Bio je to Hercule Poirot. Suočen s problemom, a zatim i saznanjem da je Hubert mrtav, točnije ubijen iz vatrenog oružja, on nastoji riješiti problem. Kao po običaju njegova soba je bila zaključana iznutra, sve je navodilo na samoubojstvo pa čak i poruka nađena pored njega, ali stvari se zapetljavaju onda kada među ukućanima i gostima počinje nagađanje je li prvi udarac gonga bio pucanj i kada Poirot zamišljeno gleda u ogledalo u sobi u kojoj se dogodio zločin, koje je razbijeno metkom...